# Schulden
Schulden sind sämtliche Verbindlichkeiten, die gegenüber Dritten als Gläubiger zu zahlen sind (Rückzahlungsverpflichtungen). Die Definition des Begriffs richtet sich nach der Rechtsgrundlage, die sich im Zivilrecht (bürgerlichen Recht), Handelsrecht beziehungsweise Steuerrecht unterschiedlich gestalten, sowie nach den Rechten von Schuldverhältnissen.

## Wortherkunft
Schulden ist ein Pluralwort. Unter Schuld werden ethische, strafrechtliche oder zivilrechtliche Aspekte verstanden, Schulden begrenzen sich auf Verbindlichkeiten. Schulden waren beim klassischen Jurist Gaius, ausweislich seiner Institutiones obligationes. 
Das Deutsche Wörterbuch der Brüder Grimm aus dem Jahre 1838 führt das Wort Schulden auf das germanische Verb „skulan“ für „sollen“ zurück. Entsprechend beschreibt Schuld zunächst etwas, „was man soll, eine Verpflichtung ganz allgemein“. Das althochdeutsche „skuld“ („scult“) ist seit 765 bezeugt und bedeutet „Schuldigkeit“. Im Mittelhochdeutschen richtete man die „schult“ als Verpflichtung zu einer Geldzahlung am debitum aus.
Immanuel Kant nannte 1763 die Schulden „negative Capitalien“, weil sie „positive Gründe der Verminderung der Capitalien“ seien. Friedrich Carl von Savigny sah 1840 die „Schulden als Bestandteile des Vermögens an“, um dann jedoch das Vermögen als „Summe von Rechten, welche dem Inhaber nach Abzug der Schulden übrigbleibt“, zu erklären. Damit meinte er das Reinvermögen.

## Schuldendienst
Als Schuldendienst (Kapitaldienst) wird die vertragsgemäße Zahlung von Zinsen und Tilgung durch den Schuldner bezeichnet. Der Schuldendienst belastet als Ausgaben die Liquidität und darf deshalb je nach Art des Schuldners nur einen kleinen Teil seiner Einnahmen ausmachen. Hohe Schulden lösen auch hohen Schuldendienst aus und erhöhen das Finanzrisiko von Liquiditätsengpässen. Bei der Erfolgsbetrachtung sieht es ähnlich aus: Zinsen stellen beim Schuldner Aufwand dar, der die Gewinne mindert oder Verluste erhöht, sodass hohe Schulden auch Ertragsrisiken bewirken können. Diese Faktoren beeinflussen die Schuldentragfähigkeit.

## Schuldentragfähigkeit
Wirtschaftlich kommt es darauf an, ob und inwieweit ein Schuldner imstande ist, seine Schulden nebst Zinsen zu tragen, ohne dass seine Existenz (etwa durch Insolvenz) gefährdet wird. Um dies zu ermitteln, wird die Höhe der Schulden dem Vermögen oder den dauerhaft erzielbaren Einnahmen gegenübergestellt. Dahinter steht die Überlegung, dass das Vermögen für die Gläubiger die Grundlage für Kreditgewährungen darstellt und die zu erwartenden monetären Einkünfte des Schuldners Aussagen über dessen Schuldendienstfähigkeit zulassen. Hierfür wurden Schuldenkennzahlen entwickelt, die nach Art des Schuldners (Staat, Unternehmen, Privathaushalte) als Indikatoren gelten. Als Schuldenkennzahl werden betriebswirtschaftliche Kennzahlen bezeichnet, die Indikatoren für die Tragfähigkeit von Schulden bilden und Aussagen über die Bonität von Schuldnern ermöglichen sollen.
Die Verschuldungsdauer (besser: Entschuldungsdauer) ist eine derartige Kennziffer und gibt an, wie lange ein Schuldner benötigt, um auf der Grundlage seiner dauerhaft erzielbaren Einnahmen die vorhandenen Schulden vollständig abbauen zu können. Beim Staat setzen sich die dauerhaft erzielbaren Einnahmen aus den Exporterlösen zusammen, bei Unternehmen wird der frei verfügbare Cash-Flow herangezogen, während für Privatpersonen deren Netto-Einkünfte zugrunde gelegt werden. Die Kennzahl gibt entsprechend an, wie lange ein Staat merkantistisch braucht, um sich mit den erzielten Exporterlösen zu entschulden oder wie lange ein Unternehmen benötigt, um mit Hilfe des frei verfügbaren Cash-Flow schuldenfrei zu werden. Dementsprechend ist eine hohe Verschuldungsdauer für Gläubiger ein ungünstiger Indikator bei der Beurteilung eines Schuldners.

## Rechtslage
Das Gesetz geht davon aus, dass das Vermögen die Grundlage für Schulden bildet. Dabei ist es unerheblich, aus welchem Grund Schulden entstanden sind.

### Zivilrecht
Das BGB wird von dem Grundsatz getragen, dass den Schulden zumindest gleichhohes Vermögen gegenübersteht. Es versteht in der großen Mehrzahl der Fälle unter Vermögen nur die Aktiva, die Schulden werden weder als Vermögensbestandteile angesehen, noch werden die nach Abzug der Schulden verbleibenden Rechte als solche bezeichnet. Das BGB setzt Schulden mit Verbindlichkeiten gleich, vgl. § 366 Abs. 2, (§§ 733 ff. oder § 1967 BGB).

### Handelsrecht
Häufig erscheint der Begriff Schulden im Handelsrecht. Handels- und bilanzrechtlich sind unter dem Begriff Schulden Verbindlichkeiten und Rückstellungen im Sinne des § 249 Abs. 1 Satz 1 HGB zu verstehen.
Beim Inventar hat nach § 240 Abs. 1 HGB jeder Kaufmann seine Grundstücke, seine Forderungen und Schulden, den Betrag seines baren Geldes sowie seine sonstigen Vermögensgegenstände genau zu verzeichnen und dabei den Wert der einzelnen Vermögensgegenstände und Schulden anzugeben. Nach § 242 Abs. 1 HGB hat der Kaufmann für den Schluss eines jeden Geschäftsjahrs einen das Verhältnis seines Vermögens und seiner Schulden darstellenden Jahresabschluss aufzustellen. Der Jahresabschluss hat gemäß § 246 Abs. 1 HGB sämtliche Vermögensgegenstände, Schulden, Rechnungsabgrenzungsposten sowie Aufwendungen und Erträge zu enthalten. Dabei wird ausdrücklich verlangt, dass die Schulden in der Bilanz des Schuldners aufzunehmen sind. In dieser Bilanz sind nach § 247 Abs. 1 HGB das Anlage- und das Umlaufvermögen, das Eigenkapital, die Schulden sowie die Rechnungsabgrenzungsposten gesondert auszuweisen und hinreichend aufzugliedern. Dabei sind nach § 252 Abs. 1 Nr. 4 HGB die Vermögensgegenstände und Schulden zum Bilanzstichtag einzeln zu bewerten.
Die Gliederungsvorschrift des § 266 Abs. 3 B bzw. C HGB behandelt wiederum den Ausweis von Rückstellungen bzw. Verbindlichkeiten bei Kapitalgesellschaften und diesen gleichgestellten Rechtsformen. Ihre Bewertung erfolgt nach § 253 Abs. 1 und 2 HGB mit ihrem (geschätzten) Erfüllungsbetrag.
Schulden sind bilanzierungsfähig, wenn sie eine bestehende oder hinreichend sicher zu erwartende Belastung des Vermögens darstellen, eine rechtliche oder wirtschaftliche Verpflichtung des bilanzierenden Unternehmens sind und selbständig bewertet werden können. Nach dem Vollständigkeitsgebot des § 247 Abs. 1 HGB sind auf der Passivseite der Bilanz Eigenkapital, Schulden und passive Rechnungsabgrenzungsposten auszuweisen. Schulden sind demnach unter formellen Gesichtspunkten alle Passivposten, die weder Eigenkapital noch passivische Rechnungsabgrenzung darstellen.

### Rechtsprechung
Auch die Rechtsprechung verwendet den Begriff Schulden. So hat der BGH entschieden, dass Telefonanbieter einen Handy-Anschluss erst sperren dürfen, wenn der Kunde bei ihnen mindestens 75 Euro Schulden hat. Beim Zugewinnausgleich dürfen Unterhaltsschulden wie alle Schulden vom Endvermögen abgezogen werden; hätte der Schuldner den Unterhalt bereits bezahlt, so wäre das Endvermögen um die gleiche Summe gemindert.
Gewerbesteuerlich wird der Begriff Dauerschulden thematisiert. Dabei geht es darum, ob Kreditzinsen als Betriebsaufwand den steuerpflichtigen Gewinn mindern dürfen. Dies gilt nur für Verbindlichkeiten des laufenden Geschäftsverkehrs, soweit sie in einer geschäftsüblichen Frist getilgt werden. Eine Schuld dient nach ständiger Rechtsprechung des Bundesfinanzhofs grundsätzlich der nicht nur vorübergehenden Verstärkung des Betriebskapitals, wenn ihr Gegenwert das Betriebskapital länger als ein Jahr verstärkt. Nicht der dauernden Verstärkung des Betriebskapitals dienen andererseits trotz einer Laufzeit von mehr als einem Jahr Schulden, die in wirtschaftlichem Zusammenhang mit laufenden Geschäftsvorfällen stehen und in der nach Art des jeweiligen Geschäftsvorfalls üblichen Frist getilgt werden. Dabei handelt es sich insbesondere um Kredite, die ein Unternehmen zur Finanzierung der Anschaffungs- oder Herstellungskosten eines bestimmten Wirtschaftsguts des Umlaufvermögens aufnimmt und die aus dem bei der Veräußerung dieses Wirtschaftsguts erzielten Erlös zu tilgen sind. Diese Grundsätze gelten auch bei Kontokorrentschulden. Danach sind Kontokorrentschulden im Allgemeinen laufende Schulden, es sei denn, aus dem Geschäftsverhältnis der Beteiligten muss geschlossen werden, dass trotz der äußeren Form des Kontokorrentverkehrs ein bestimmter Mindestkredit dem Unternehmen dauernd gewidmet werden soll.

## Staatsschulden
Unter Staatsschuldenrecht versteht man die Gesamtheit aller Rechtsnormen, die die staatliche Schuldenpolitik regeln. Staatsschulden sind alle Verbindlichkeiten eines Staats gegenüber nichtstaatlichen Gläubigern. Hierzu gehören auch die impliziten Staatsschulden, die man als Schattenverschuldung bezeichnet. Nach Art. 114 Abs. 1 GG hat der Bundesfinanzminister dem Bundestag und Bundesrat über alle Einnahmen und Ausgaben sowie über das Vermögen und die Schulden des Bundes im Laufe des nächsten Rechnungsjahres Rechnung zu legen. Auf den Bund entfallen 63 % der Staatsschulden des öffentlichen Gesamthaushalts (2014), auf die Länder 30 % und auf die Gemeinden 7 %. Dabei liegt der Anteil der Staatsanleihen bei Bundesschulden bei 94 %, bei Ländern machen Anleihen 61 % der Schulden aus, während bei Gemeinden mit 65 % die Kredite und 34 % die Kassenkredite (beides Kommunalkredite) dominieren. Hauptgläubiger sind die Kreditinstitute (Bund 55 %, Länder 56 %, Gemeinden 99 %). Weltweit gibt es nur fünf schuldenfreie Staaten: Macau (chinesische Spieloase), Britische Jungferninseln (Domizil für Briefkastengesellschaften), Brunei (Erdölsultanat), Liechtenstein (Steueroase) und Palau.

## Kommunalrechtliche Schuldenthemen
Bis zur Haushaltsrechtsreform am 1. Januar 1974 gab es in kommunalen Haushalten eine strikte Aufteilung der Schulden in „rentierliche“ und „unrentierliche“. Zu den „rentierlichen“ gehörten jene kommunalen Schulden, die vollständig oder überwiegend durch (zweck-)bestimmte Einnahmen gedeckt waren (etwa Sonderbeiträge, -gebühren oder -zuschüsse), während die „unrentierlichen“ durch allgemeine Haushaltsmittel gedeckt wurden. Diese Unterscheidung ist mit der Einführung des Gesamtdeckungsprinzips im Vermögenshaushalt nach § 16 Abs. 1 Nr. 2 KommHaushVO entfallen. Um den früheren Aussagewert weiterhin zu erhalten, sind heute Kreditaufnahmen der Investitionsmaßnahmen mit überwiegender Finanzierung durch bestimmte Einnahmen durch eine eigene Gruppierungsnummer von den übrigen Schulden getrennt auszuweisen. Da neben dem Gesamtschuldenstand auch der Stand der „rentierlichen“ Verschuldung anzugeben ist, bleibt es weiterhin faktisch bei der bisherigen Regelung. Dies verbessert die Aussagefähigkeit einer kommunalen Verschuldungsquote, bei der den Gesamtschulden die zweckbestimmten Einnahmen gegenübergestellt werden.
In Frankreich ist die Schuldenlast aller Gebietskörperschaften relativ gering, denn im Jahre 2010 entfielen nur 7,5 % der Gesamteinnahmen auf die Kreditaufnahme (es dominierten direkte und indirekte Steuern mit 50,6 %, gefolgt von Zuweisungen des Staates mit 30,0 %). Gleichzeitig erreichten die Schulden der Gebietskörperschaften nur 8,3 % des Bruttoinlandsprodukts, in Italien 8,2 %, im Vereinigten Königreich lediglich 4,8 %; in Deutschland lagen sie 2010 bei 30,3 %.
Die Schulden einer Volkswirtschaft gegenüber dem Ausland werden Auslandsverschuldung genannt. Verschiedene EU-Mitgliedstaaten haben eine nationale Schuldenbremse eingeführt. Sie soll eine Begrenzung der Schuldenaufnahme ermöglichen, indem letztere ein bestimmtes Verhältnis zum Bruttoinlandsprodukt nicht überschreiten darf. 

## International
Die internationalen Rechnungslegungsstandards befassen sich umfassend mit der Bilanzierung von Schulden. Die International Financial Reporting Standards bezeichnen Schulden als englisch other liabilities. Der International Accounting Standard 39 (IAS 39) stellt bei seiner Legaldefinition finanzieller Schulden („finanzielle Verbindlichkeiten“) auf die vertragliche Verpflichtung zur Rückzahlung des überlassenen Kapitals durch Tilgung oder Rückkauf an einen externen Vertragspartner ab, wobei sich ein Unternehmen nicht durch unbedingte eigene Entscheidung entziehen kann. In IAS 32.16 gibt es eine Negativauslese, wonach es sich bei derartigen Finanzinstrumenten nicht um Eigenkapitalinstrumente handeln kann, wenn sie mit einer Rückzahlungspflicht verbunden sind. Nach IAS 39.43 sind bei Zugang die Schulden nach dem Fair Value zu bewerten.